# غوستافو كاناليس
غوستافو كاناليس (بالإسبانية: Gustavo Canales)‏ (30 مارس 1982 بجنرال روكا، ريو نيغرو في الأرجنتين - ) هو لاعب كرة قدم أرجنتيني وتشيلي في مركز الهجوم. شارك مع منتخب تشيلي لكرة القدم. أما مع النوادي، فقد لعب مع أرسنال ساراندي وأونس كالداس وداليان ييفانغ وريفر بليت ونادي أونيفرسيداد دي تشيلي ويونيون إسبانيولا وClub Cipolletti ‏ وDeportivo Roca ‏ ولاسيرينا وGuillermo Brown de Puerto Madryn ‏ ونادي أتليتيكو ألدوسيفي.

## وصلات خارجية
- غوستافو كاناليس على موقع الاتحاد الدولي (مؤرشف)  (الإنجليزية)
- غوستافو كاناليس على موقع قاعدة بيانات كرة القدم.إي يو (الإنجليزية)
- غوستافو كاناليس على موقع ناشيونال فوتبول تيمز (الإنجليزية)
- غوستافو كاناليس على موقع Soccerway.com (الإنجليزية)
- غوستافو كاناليس على موقع عالم كرة القدم.نت (الإنجليزية)
- غوستافو كاناليس على موقع AS.com (الإسبانية)